# Zesam
Zesam var ett direktsänt svenskt TV-program under sommaren 1997 på TV4 där man hade dragning av Zesam Lotto, med Lasse Kronér som programledare. Zesam Lotto var en spelprodukt från Eklundgruppen och bestod av en lott med två spelplaner. Under spelet hade spelarna möjlighet att ringa in till programmet och har chans att vinna produkter. Dragningar gjordes även på lottens serie- och lottnummer. Fick spelaren en nitlott hade man möjlighet att skicka in lotten för andra dragningar i kommande program. I programmet deltog svenska artister som stod för pausunderhållningen.

## Avsnitt
| Nr       | Sändningsdatum  | Medverkande       | Tittarsiffror |
| -------- | --------------- | ----------------- | ------------- |
| 1 - 101  | 7 juni 1997     | Niklas Strömstedt | 960 000       |
| 2 - 102  | 14 juni 1997    | Mikael Rickfors   | 614 500       |
| 3 - 103  | 21 juni 1997    | Idde Schultz      | 735 000       |
| 4 - 104  | 28 juni 1997    | Wille Crafoord    | 583 000       |
| 5 - 105  | 5 juli 1997     | Uno Svenningsson  | 493 000       |
| 6 - 106  | 12 juli 1997    | Carola Häggkvist  | 522 000       |
| 7 - 107  | 19 juli 1997    | Fatima Rainey     | 522 500       |
| 8 - 108  | 26 juli 1997    | Joey Tempest      | 475 000       |
| 9 - 109  | 2 augusti 1997  | Oslo Gospel Choir | 372 000       |
| 10 - 110 | 9 augusti 1997  | Viktoria Tolstoy  | 438 500       |
| 11 - 111 | 16 augusti 1997 | Lasse Brandeby    | 389 000       |
| 12 - 112 | 23 augusti 1997 |                   | 492 000       |